# Bílý teror (Maďarsko)
Bílý teror je označení pro dějinné události během a těsně po rozpadu Maďarské republiky rad od roku 1919. V tomto dvouletém období (1919–1921) byly organizovány represe kontrarevolučních vojáků s cílem potlačit komunistickou revoluci.
Bílého teroru se účastnily pravicové síly v Maďarsku, zahrnující různá paramilitantní seskupení a jiné dobrovolnické iniciativy obyvatelstva. V neposlední řadě i přeskupující se nová národní armáda admirála Miklóse Horthyho. Bolševici a činitelé Maďarské republiky rad, jež rozprášila přivolaná rumunská armáda, byli chytáni a popravováni.
Paramilitantní oddíly se soustředily i na perzekuci Židů pod záminkou, že jsou bolševici a pomáhali Bélovi Kunovi. Odhaduje se, že za 2 roky bylo zabito cca 30 000 lidí.